# NGC 5934
NGC 5934 este o liner situată în constelația Boarul. A fost descoperită în 12 iunie 1880 de către Édouard Stephan⁠(d). Se află la o distanță de 82,67 de megaparseci de Pământ.